# Azerbaïdjan aux Jeux paralympiques d'hiver de 2022
L'Azerbaïdjan  participe aux Jeux paralympiques d'hiver de 2022 à Pékin en Chine du 4 au 13 mars 2022. Il s'agit de sa première participation à des Jeux d'hiver.
La délégation est très restreinte avec un seul skieur assis, Mehman Ramazanzade accompagné par le chef de Mission Rauf Mursalov, Azer Tapdigov et l'entraineur Mahammad Ismayilov. 

## Compétition

### Ski de fond
Mehman Ramazanzade (LW12) a déjà participer aux jeux paralympiques en 2008 à Pékin mais en été dans l'épreuve masculine de dynamophilie  (catégéorie 100 kg). Il a pratiqué aussi le para-athlétisme (lancer du poids et lancer du disque) puis en 2018, il s'est mis au paracyclisme sur route (18e aux mondiaux 2019 en catégorie H5) avant de d'essayer au ski nordique pour la première fois en 2021. 